# Commerce (Oklahoma)
Pour les articles homonymes, voir Commerce (homonymie).
La ville américaine de Commerce est située dans le comté d’Ottawa, dans l’Oklahoma. Lors du recensement de 2010, elle comptait 2 473 habitants.

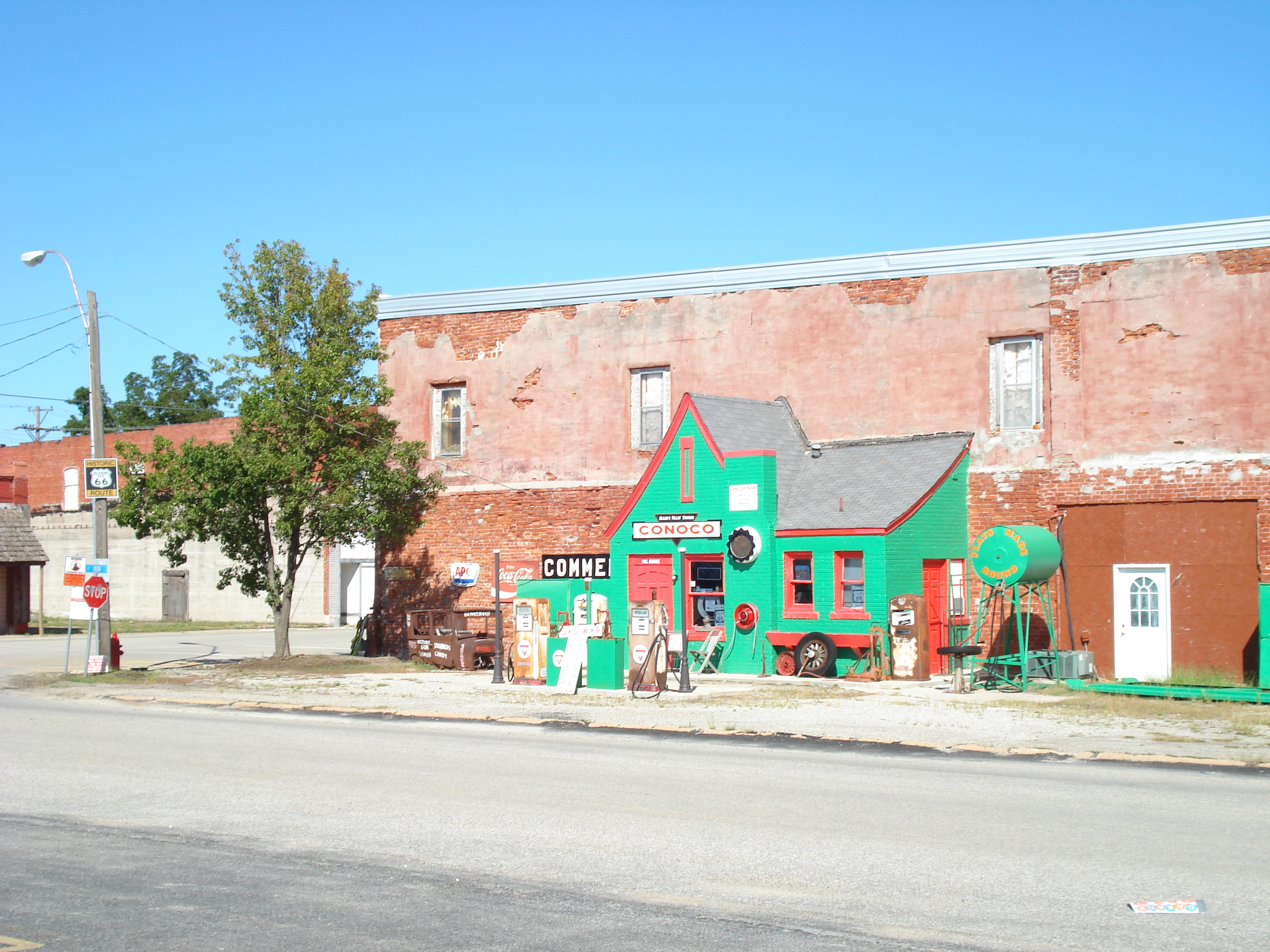
L' Allen's Conoco Fillin' Station.

## Source
- (en) Cet article est partiellement ou en totalité issu de l’article de Wikipédia en anglais intitulé « Commerce, Oklahoma » (voir la liste des auteurs).